# Neojoruma adusta
Neojoruma adusta är en insektsart som först beskrevs av Mcatee 1924.  Neojoruma adusta ingår i släktet Neojoruma och familjen dvärgstritar. Inga underarter finns listade i Catalogue of Life.